# Moor-Birke

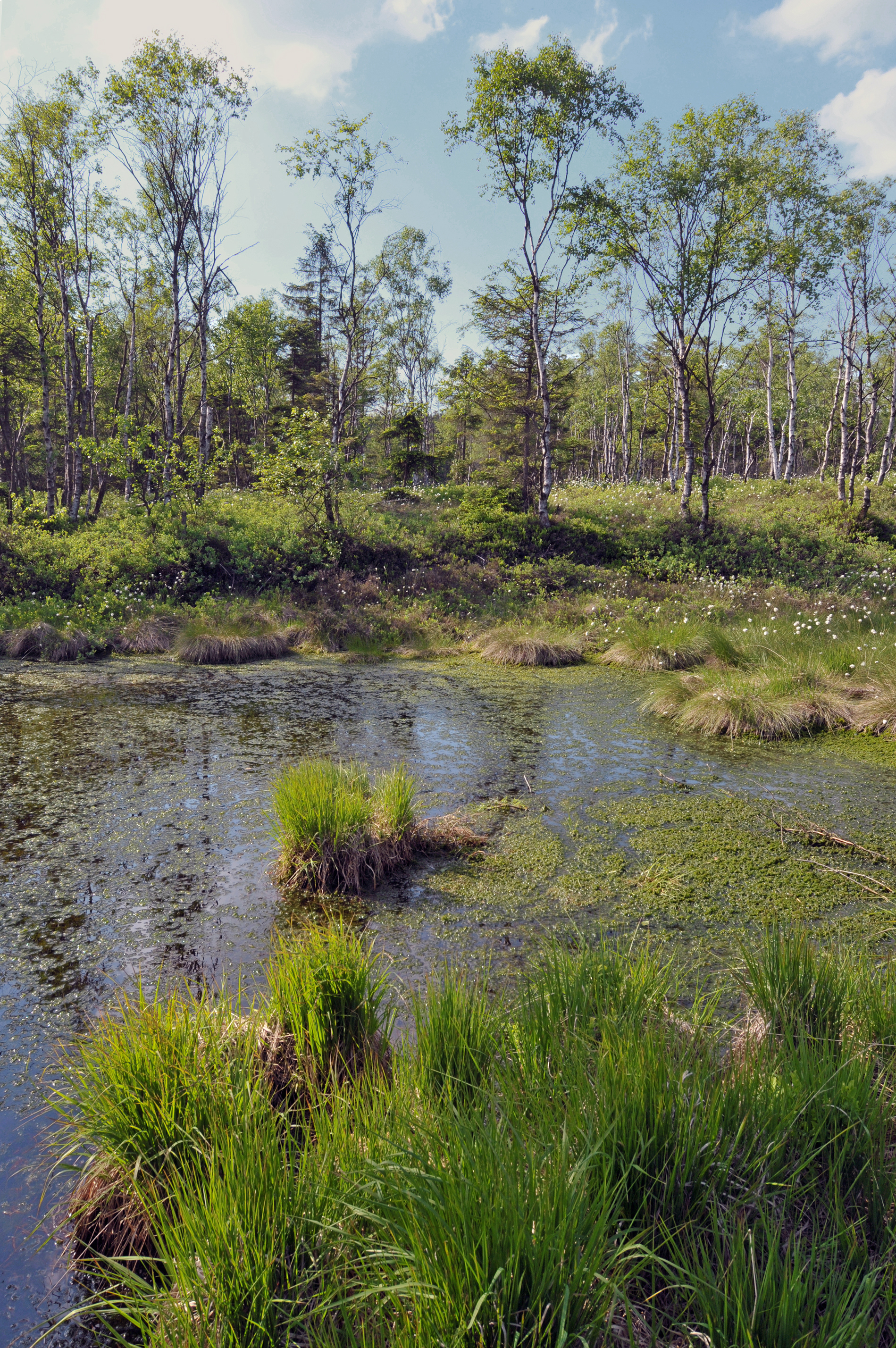
Moorbirkenwald mit Scheiden-Wollgras im Hochmoor „Mecklenbruch“ im Solling im Juni 2013

Wappen von Krempermoor mit Moor-Birke und Gegenständen zur Nasstorfgewinnung

Die Moor-Birke (Betula pubescens), auch Haar-Birke, Besen-Birke, Glasbirke oder Behaarte Birke, auch Ruch-, Bruchbirke genannt, ist eine Pflanzenart aus der Familie der Birkengewächse (Betulaceae). Sie ist kennzeichnender Baum (Phanerophyt) der Moor- und Bruchwälder sowie trockenerer Bereiche in Hochmoorkomplexen. Als Pionierbaumart ist sie in der Lage, rasch neu entstandene Lebensräume zu besiedeln.
Die Moor-Birke ist Baum des Jahres 2023 in Deutschland.

## Beschreibung
Die Moor-Birke wächst als laubabwerfender, also sommergrüner Baum oder Strauch, mit einem oder mehreren Stämmen, und kann Wuchshöhen von bis zu 30 Meter erreichen. Der Stammdurchmesser erreicht 50–70 Zentimeter, selten über 1 Meter. Einzelexemplare können bis etwa 120 Jahre alt werden. Die Borke ist anfangs dunkel rötlich-braun, später hell rötlich-braun bis lohfarben oder braun und schließlich gräulich-weiß; sie ist glatt und nicht in rautenförmige Platten gefeldert wie jene der Hänge-Birke und schält sich spät in papierdünnen Platten ab. Die Rinde der straff aufrecht beziehungsweise waagerecht abstehend wachsenden Zweige ist anfangs flaumig behaart, später rötlich braun. Die horizontalen Lentizellen sind anfangs hell, später vergrößern sie sich und werden dunkel. Die Endknospen der Moor-Birke sind spitz eiförmig und etwas gebogen. Die Knospenschuppen sind grau bis graubraun oder grünlichgrau. Sie sind am Ende abgerundet und an den Rändern weiß bewimpert.
Junge Laubblätter duften aromatisch und sind ebenfalls flaumig behaart, besonders entlang der Blattadern. Die wechselständig angeordneten Laubblätter sind in Blattstiel und Blattspreite gegliedert. Die eiförmige oder rhombisch-eiförmige, herzförmige Blattspreite ist 3 bis 5 Zentimeter lang und doppelt gesägt.
Wie alle Birken ist die Moor-Birke einhäusig getrenntgeschlechtig (monözisch). Die männlichen Blütenstände (Kätzchen) sind länglich walzenförmig. Die weiblichen Blütenstände sind etwa 2 bis 4 Zentimeter lang, zylindrisch, später hängend. Die Mittellappen der dreilappigen Fruchtschuppen sind deutlich vorgezogen und überragen die aufwärts gebogenen Seitenlappen. Die etwa 3 Millimeter großen Samen (Nussfrüchte oder Nüsschen) sind breit geflügelt zur besseren Verbreitung durch den Wind. Ein Kätzchen enthält etwa 450 Samen. Die Moor-Birke blüht von April bis Mai und die Früchte reifen ab August.
Die Chromosomenzahl beträgt 2n = 56.

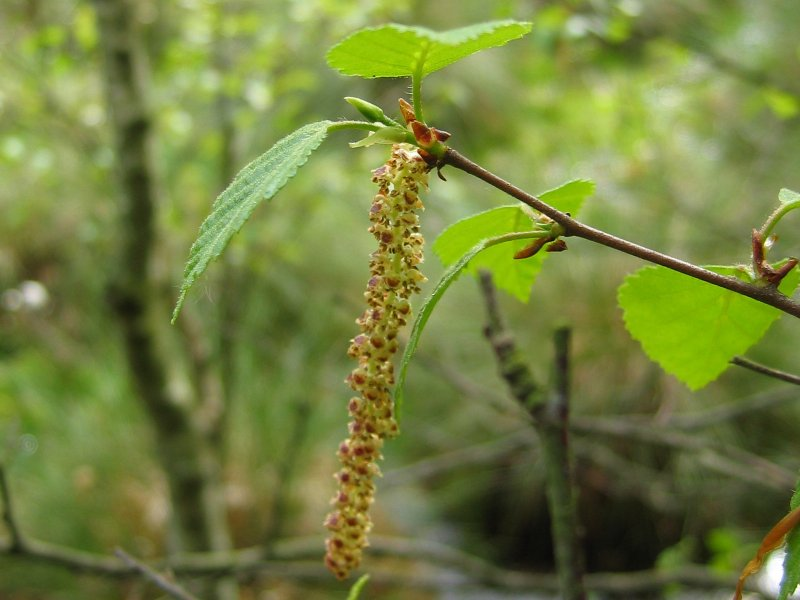
Blüte der Karpaten-Birke (Betula pubescens var. glabrata )
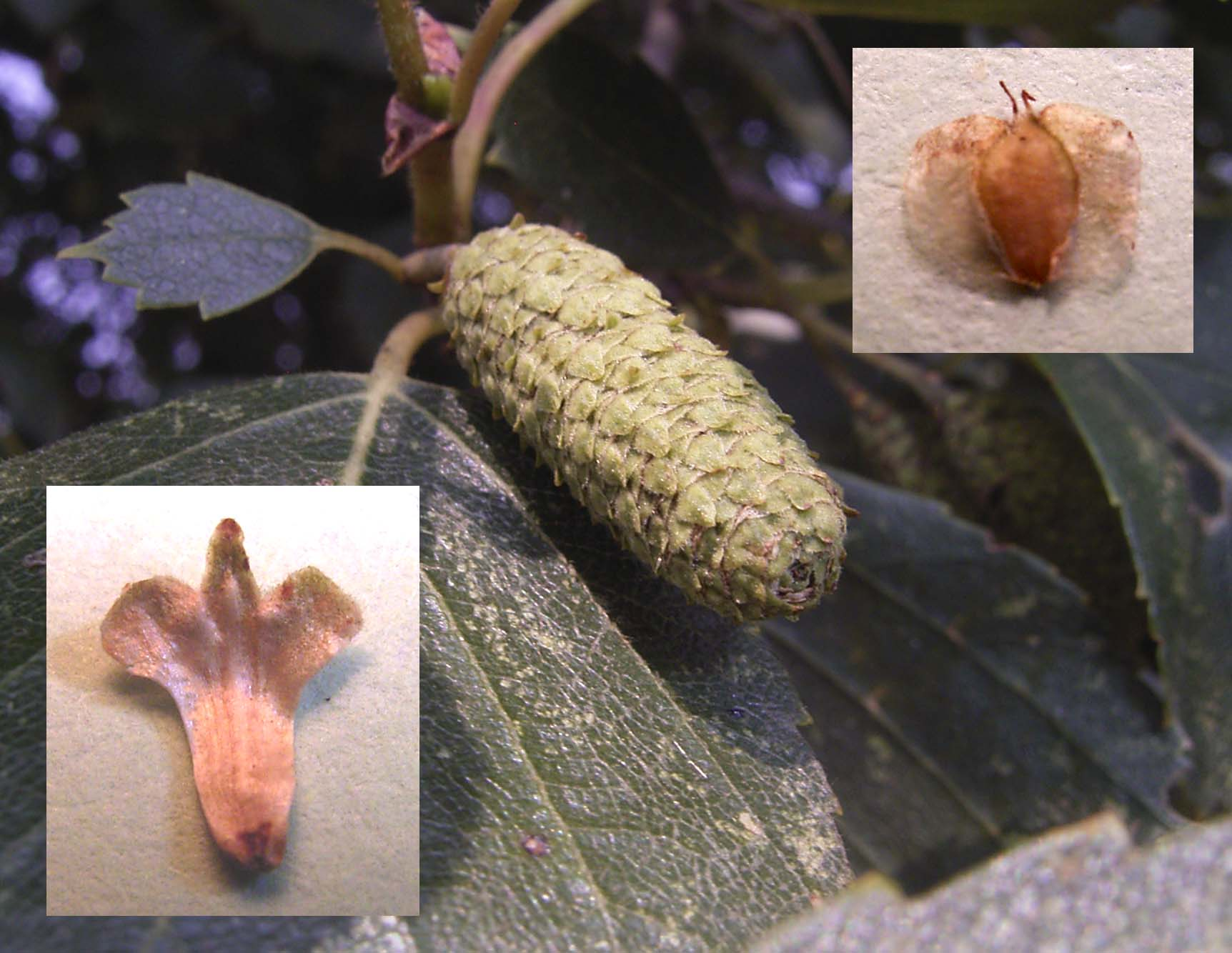
Fruchtstand der Moor-Birke; links Fruchtschuppe, rechts geflügelte Frucht
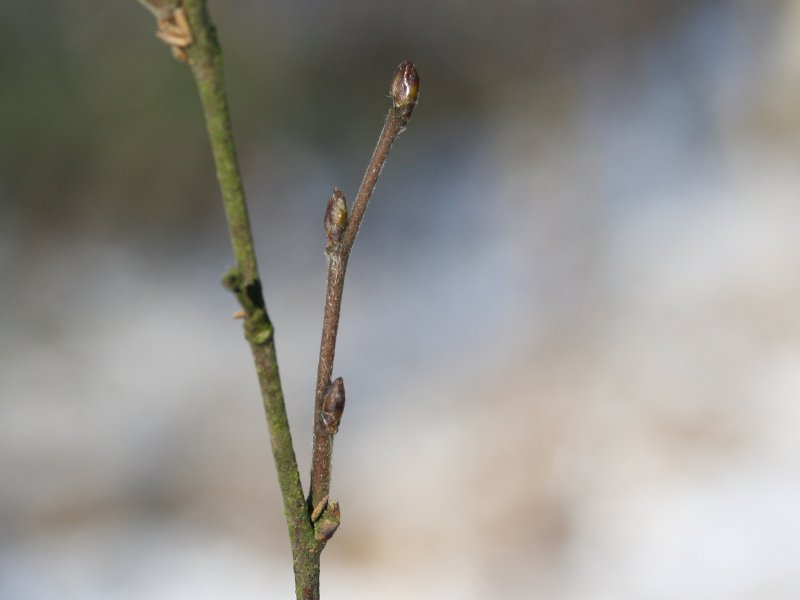
Bild einer Knospe im Winter, man beachte den behaarten Stängel
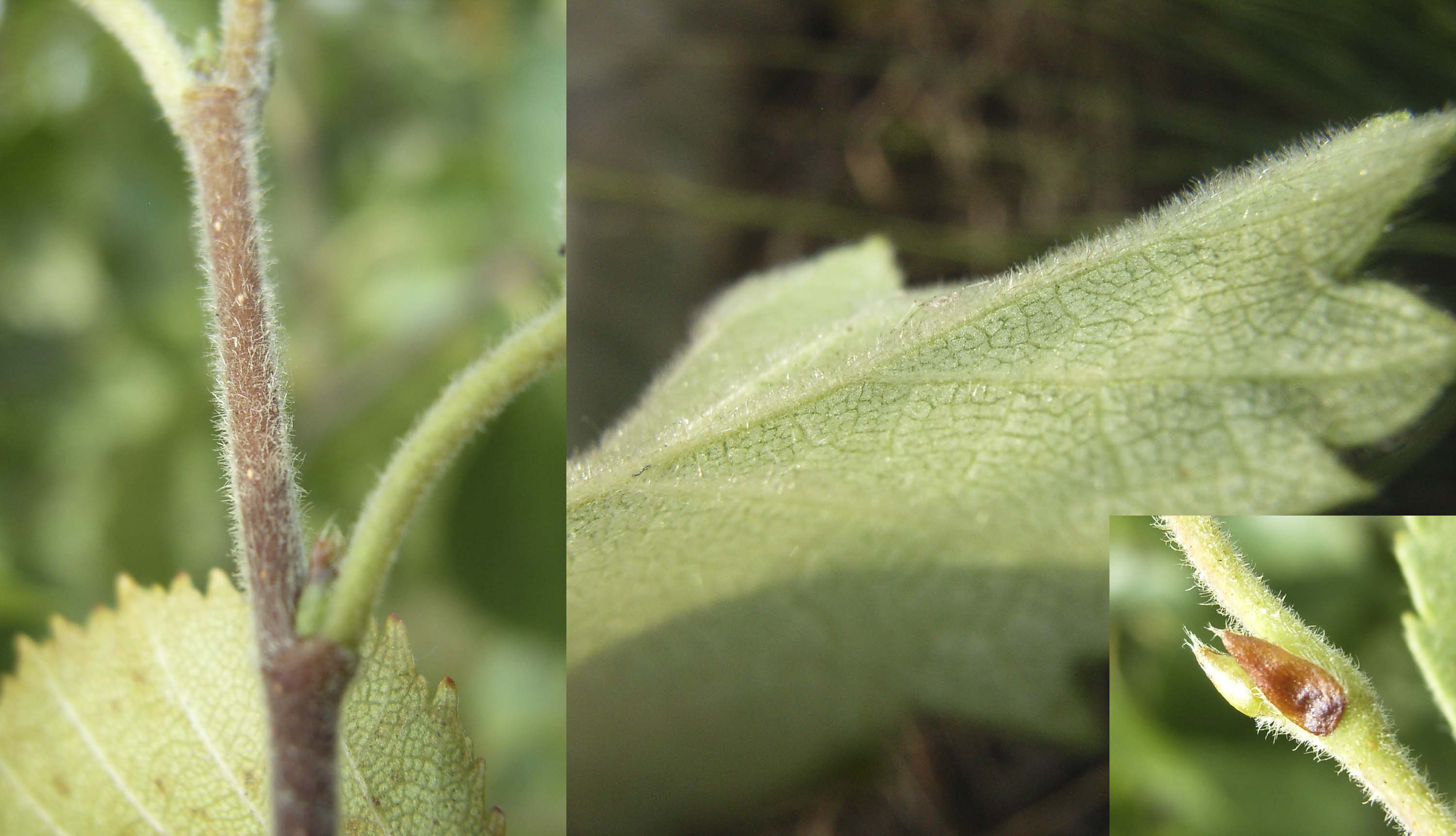
Behaarung der Moor-Birke; links junger Zweig, rechts Unterseite eines jungen Blattes, rechts unten Knospe

## Vorkommen

Verbreitung der Moor-Birke
Natürliche Verbreitung× Isolierte Populationen

Die Moor-Birke kommt in den gemäßigten Klimazonen Europas und Asiens von Island über Skandinavien, Russland nach Osten bis in das Jenisseigebiet und nach Süden bis Norditalien und dem Balkangebiet bis zum Kaukasus vor. Moorbirken bilden die subarktische Waldgrenze nördlich der Borealen Nadelwälder (Taiga). Ihre Höhenverbreitung reicht vom Flachland (kollin) bis zur Waldgrenze (subalpin). Im Alpenraum steigen Birken bis auf etwa 2000 Meter über NN. In den Allgäuer Alpen steigt die Moor-Birke bis zu 1700 Metern Meereshöhe auf.
Sie besiedelt feuchte bis staunasse, kalkarme, gering bis mäßig basenversorgte, saure Moor- und Anmoorböden (bis etwa pH < 5) mit geringer bis sehr geringer Nährstoffversorgung (oligo- bis mesotroph). Sie wächst in Moor- und Bruchwäldern sowohl im Gebirge als auch in entwässerten Regenmooren und im Randgehänge intakter Hochmoore. In deren Zentren bildet sie jedoch aufgrund der schlechten Nährstoffversorgung meist nur eine strauchartige Wuchsform aus. Ferner wächst sie in Niedermooren, Auenwäldern und feuchten Hecken. In nebel- und regenreichen Klimaten kann sie auch auf trockeneren Standorten existieren. Die Vermehrungsbiologie der Moor-Birke ist speziell auf die Primärstadien einer Sukzession ausgerichtet. Nur in Skandinavien und den Tundren Nordeuropas sowie auf Sonderstandorten wie Mooren bildet sie natürliche Klimaxgesellschaften.

## Vergesellschaftung

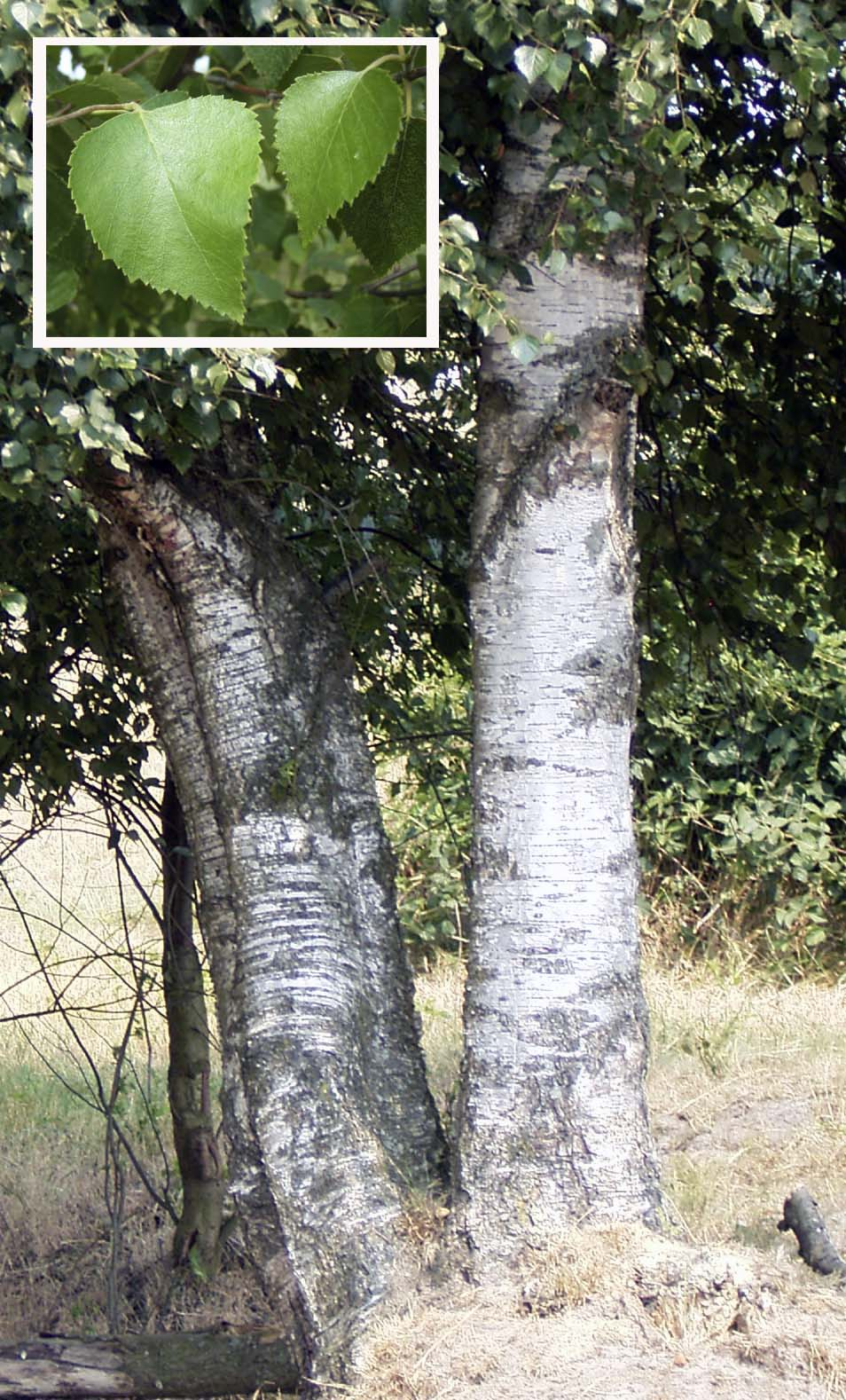
Stamm und Rinde der Moor-Birke; links oben junge Blätter

Die Moor-Birke ist eine Charakterart der Moorbirken- und Kiefern-Fichten-Bruchwälder (Molinio-Betuletalia pubescentis). Diese Bruchwälder sind oft reich an Beerensträuchern wie der Rauschbeere (Vaccinium uliginosum) und Torfmoosen wie dem Sumpf-Torfmoos (Sphagnum palustre) und dem Gefransten Torfmoos (Sphagnum fimbriatum). Die Wälder sind meist schwachwüchsig, schütter und artenarm. Die Moorbirke bildet außerdem auf entwässerten Hochmoorstandorten artenarme sekundäre „Moorwälder“ meist mit dem Scheiden-Wollgras und Torfmoosen in der Kraut- und Moosschicht aus. Ferner wächst die Moor-Birke in Laubwäldern und Gebüschen feuchter bis trockenerer Standorte gemeinsam mit der Hänge-Birke (Betula pendula), der Esche (Fraxinus excelsior), der Vogelbeere (Sorbus aucuparia) und der Zitterpappel (Populus tremula).

## Ökologie

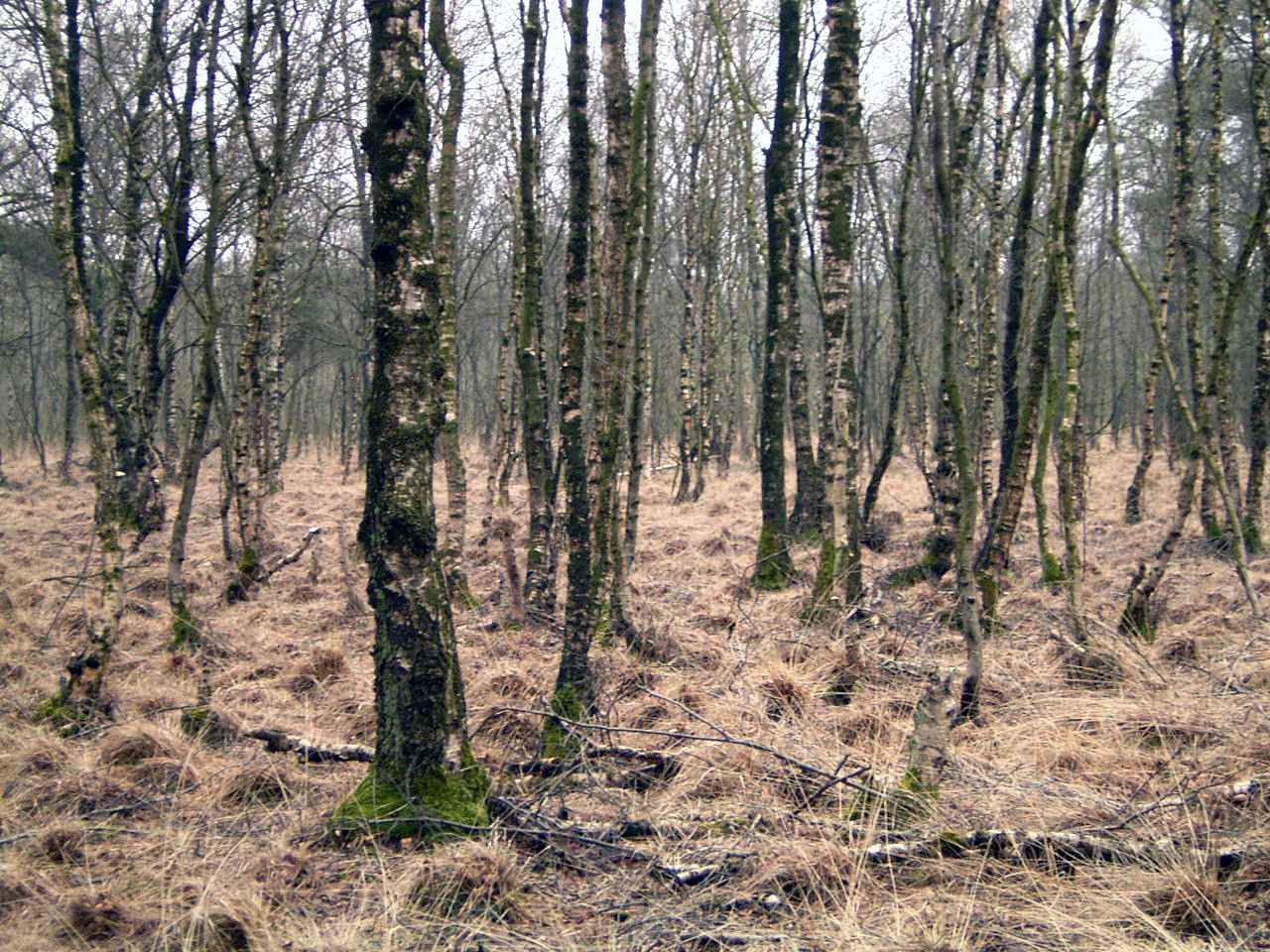
Moorbirkenwald auf entwässertem Hochmoor. In der Krautschicht mit Scheiden-Wollgras, Torfmoosen und Pfeifengras (Molinia cearulea).

Die Moor-Birke ist eine Lichtholzart, das heißt, sie wächst bevorzugt bei vollem Licht, erträgt aber in Grenzen eine Beschattung. Ihr ökologischer Schwerpunkt liegt auf gut durchfeuchteten bis oft durchnässten, luftarmen, sauren bis sehr sauren Böden. Sie ist außerdem eine Pionierbaumart.

### Überlebensstrategien

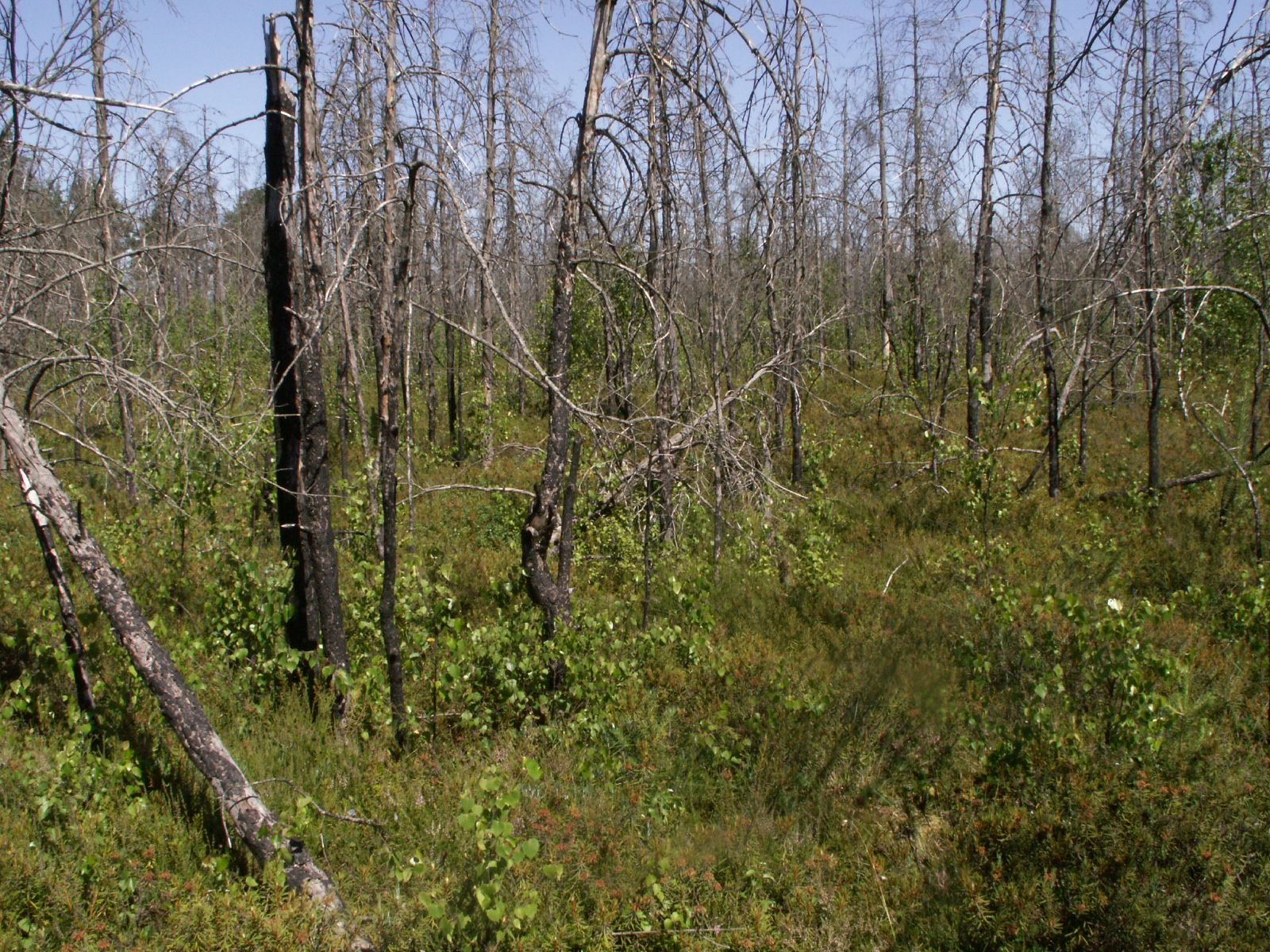
Die Moorbirke als Pioniergehölz, acht Jahre nach einem Brand in einem Kiefernbruchwald.

Ihre Vermehrungsbiologie ist speziell auf die Ausbreitungsbedingungen auf Rohböden und Freiflächen ausgerichtet. Charakteristisch ist ihre hohe Samenproduktion, die zu einer raschen Besiedelung von Kahlflächen beiträgt. Eine freistehende, alte Moor-Birke produziert bis zu vier Kilogramm Samen. Würde man diese nebeneinander legen, ergäbe sich eine Strecke von 60 Kilometer beziehungsweise eine Fläche von 180 Quadratmeter. Die Samendichte kann in der Natur bis zu 50.000 Stück pro Quadratmeter betragen. In einem männlichen Kätzchen befinden sich zirka fünf Millionen Pollenkörner. Der Pollen kann bis zu 2.000 Kilometer weit fliegen.
Die Anspruchslosigkeit der Birke im Hinblick auf die Nährstoffversorgung und ihr schnelles Wachstum machen sie zu einer Pionierpflanze, welche geeignete lichtbegünstigte Flächen wie Kahlschläge, Waldlichtungen und Brandflächen schnell besiedelt. Besonders in Mooren, wo andere Gehölze aufgrund des hohen Säuregehaltes der Moorböden keine geeigneten Wuchsbedingungen vorfinden, ist sie im Konkurrenzvorteil und kann artenarme Gebüsche bilden. Sie ist noch anspruchsloser als die Hänge-Birke (Betula pendula), die sich ebenfalls als Pionier auf vielen Flächen ausbreitet.

### Autökologie
Moor-Birken sind unempfindlich gegen Winterfröste. Bei Temperaturen unter −40 °C wandeln sie in den Zweigen Stärke in Öl um, wobei Wärme freigesetzt wird. Die Blätter erfrieren erst ab −6 °C. Bei Kälte werden die im Bereich der weißen Rinde auftretenden Lüftungsrisse („Korkwarzen“) verschlossen und erhöhen so die Frosthärte. Die Moor-Birke gilt als die nördlichste Baumart Europas. Eine Wintertemperatur von durchschnittlich −33 °C ruft keine Vitalitätseinbußen hervor. Die Frosthärte bleibt trotz zwischenzeitlicher Erwärmung (bis +18 °C) den gesamten Winter stabil.
In Nordeuropa schützt die weißfärbende Wirkung des Rindeninhaltsstoffs Betulin die dünne Rinde vor Rindenbrand. Aufgrund der im Frühling tief stehenden Sonne und der Reflexion von Schneeflächen würde sich dunkle Rinde überhitzen und das Zellteilungsgewebe geschädigt werden.
Die Moor-Birke verfügt über ein flach wurzelndes Herzwurzelsystem. Es fehlen stark entwickelte Horizontalwurzeln; anstatt einer Hauptwurzel werden mehrere unterschiedlich starke senkrecht wachsende Wurzeln am Wurzelstock mit mehreren bis zu 20 Meter langen Seitenwurzeln gebildet. Flachwurzler sind in erster Linie an die Aufnahme einsickernden Regenwassers ausgerichtet. Die Moor-Birke hat eine hohe Wasserdurchflussrate. Eine ausgewachsene Birke kann an einem heißen Sommertag bis zu 500 Liter Wasser aus dem Boden ziehen. Die Feinwurzeln sind von einem dichten Geflecht symbiotisch lebender Pilze umgeben (Mykorrhiza), was die Nährstoffversorgung stark begünstigt.

### Synökologie
Für etliche phytophage Insekten spielt die Moor-Birke eine entscheidende Rolle. Zum Beispiel saugen einige Zikadenarten ausschließlich (monophag 2. Grades) sowohl an Moorbirke als auch an Hänge-Birke. Dieses sind vor allem Arten der Gattung Oncopsis innerhalb der Familie der Maskenzikaden (Macropsinae).

## Systematik
Der Artname Betula pubescens Ehrh. wurde 1790 durch Jakob Friedrich Ehrhart in Beiträge zur Naturkunde, 5, S. 160 erstveröffentlicht.
Einige Autoren unterscheiden drei Unterarten von Betula pubescens Ehrh.:
- Karpatenbirke (Betula pubescens subsp. carpatica (Waldst. et Kit. ex. Willd.) Asch. et Graebn.); Syn.: Betula carpatica Waldst. et Kit. ex. Willd., Betula pubescens subsp. glutinosa Berher
- Betula pubescens subsp. pubescens; Syn.: Betula alba L.
- Fjellbirke (Betula pubescens subsp. tortuosa (Ledeb.) N.I.Orlova Nyman); Syn.: Betula czerepanovii N.I.Orlova, Betula pubescens subsp. czerepanovii (N.I.Orlova) Hämet-Ahti, Betula tortuosa Ledeb.

Nach R. Govaerts werden bei Betula pubescens Ehrh. folgende Varietäten unterschieden:
- Betula pubescens var. fragrans Ashburner & McAll.: Sie kommt in Schottland vor.[15]
- Betula pubescens var. golitsinii (V.N.Vassil.) Tzvelev, Novosti Sist. Vyssh. Rast. 34: 61 (2002): Sie kommt im europäischen Russland vor.[15]
- Betula pubescens nothovar. kusmisscheffii (Regel) Gürke = Betula pubescens var. pubescens × Betula pubescens var. pumila: Sie kommt in Finnland und im nördlichen Russland vor.[15]
- Betula pubescens var. litwinowii (Doluch.) Ashburner & McAll.: Sie kommt von der nördlichen und östlichen Türkei bis zum nördlichen Iran vor.[15]
- Betula pubescens var. pubescens (Syn.: Betula pubescens var. glabrata Wahlenb., Betula carpatica Waldst. & Kit. ex Willd., Betula pubescens subsp. carpatica (Waldst. & Kit. ex Willd.) Asch. & Graebn.): Die Gewöhnliche Moor-Birke. Sie schließt die Karpaten-Birke ein. Sie kommt von Europa bis zu Russlands Fernem Osten vor.[15]
- Betula pubescens var. pumila (L.) Govaerts, World Checklist Seed Pl. 2(1): 10 (1996) (Syn.: Betula tortuosa Ledeb., Betula pubescens subsp. tortuosa (Ledeb.) Nyman, Betula pubescens subsp. czerepanovii (N.I.Orlova) Hämet-Ahti):  Die Fjell-Birke. Sie kommt von Nordeuropa bis Sibirien und von Neufundland bis Grönland vor.[15]

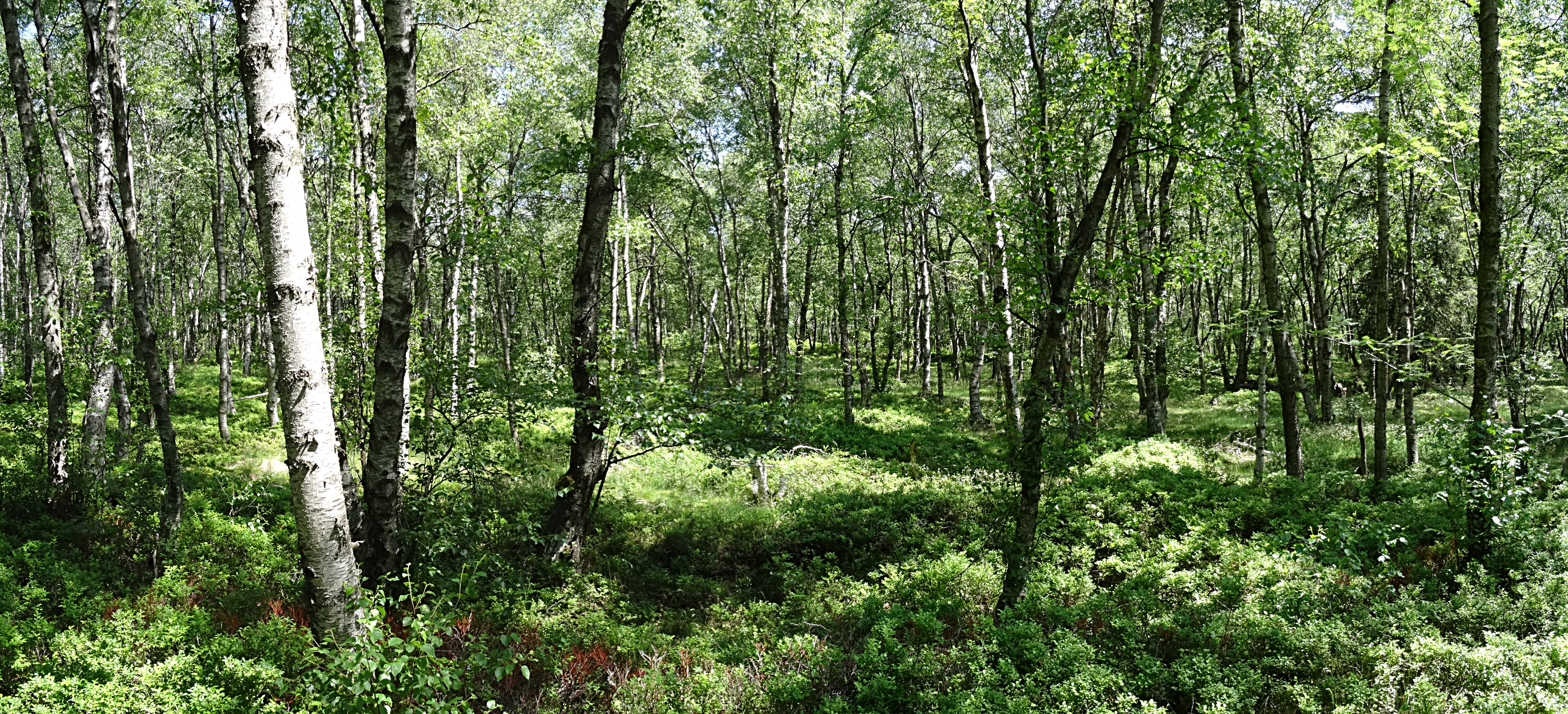
Karpatenbirkenwald im Roten Moor (Rhön)

### Die Karpatenbirke
Die Karpatenbirke wurde ursprünglich als eigenständige Art Betula carpatica Waldst. et Kit. ex Willd. beschrieben (syn. Betula odorata Bechst., Betula pubescens subsp. odorata (Bechst.) E.F. Warburg, Betula coriacea Gunnarsson, Betula muritbii Gaudin). Einige Autoren betrachten sie als natürliche Hybride zwischen Betula pendula und Betula pubescens, andere als Hybride der Fjell-Birke und der typischen Moorbirke, wieder andere als eine Unterart der Moorbirke (so etwa in der botanischen Datenbank Floraweb). Sie ist, wie die Moorbirke generell, tetraploid. Die morphologischen Merkmale werden uneinheitlich angegeben. Sie sei, nach Pflanzen aus Kärnten, morphologisch gekennzeichnet durch behaarte, aber bald verkahlende junge Zweige. Die Blätter seien eiförmig bis rhombisch, mit größter Breite in oder etwas oberhalb der Mitte, mit 5 bis 6 Paaren von Seitennerven, die Blattbasis keilförmig bis breit keilförmig, selten abgerundet, die Blattunterseite verkahlend. Die Knospenschuppen seien harzig, die Fruchtschuppen mit seitlichen Lappen nach vorne gerichtet und oft eckig. Für die deutsche Flora werden als Merkmale unter anderem angegeben: Blätter und Zweige im Alter kahl (nicht behaart), Blätter rundlich-rautenförmig bis rundlich-eiförmig, mit gerundeter oder etwas keilförmiger Spreitenbasis, am Apex zugespitzt und in der Mitte am breitesten (nicht breitester Teil unterhalb der Mitte, Spreitenbasis gerundet oder herzförmig), Rinde braun oder braungelblich (nicht gelblichweiß). Viele Botaniker betrachten, Günther Natho folgend, die Karpatenbirke als eine durch Einkreuzung von Merkmalen der Hänge-Birke in die Moorbirke entstandene Hybridsippe, halten sie aber, anders als dieser, für nicht abgrenzbar. Einige gehen von einer stabilisierten Hybridsippe (mit mehr oder weniger konstanten Merkmalen) aus, wobei die Abgrenzung zum primären Hybriden Betula×aurata Borkh. (= Betula pendula × Betula pubescens) nicht leicht fällt.
Bei einer umfangreichen Untersuchung anhand von Material aus Tschechien erwies es sich als unmöglich, die Karpatenbirke von der typischen Moorbirke zu trennen, weder anhand von morphologischen Merkmalen noch anhand von genetischen Markern.
Die Karpatenbirke gilt als die dominierende Baumart im Birken-Moorwald, der Teil des Lebensraumtyps 91D0* durch die Fauna-Flora-Habitat-Richtlinie geschützt ist.

### Die Fjell-Birke

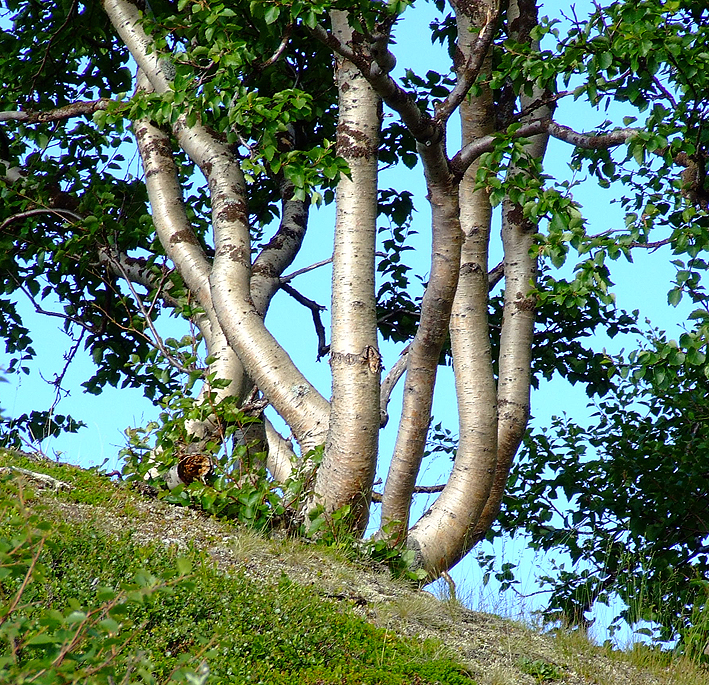
Fjell-Birke in Nordschweden

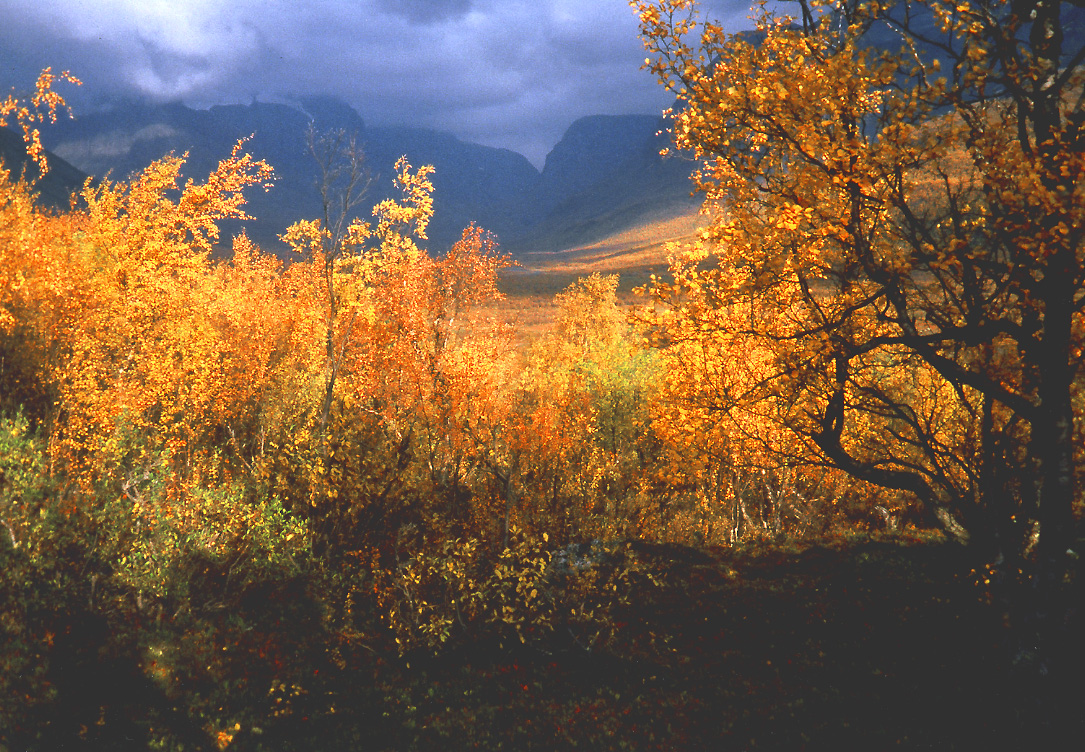
In den Skanden bildet die Fjällbirke den subalpinen Bergwald

Im borealen Norden Europas bildet die Fjell- oder Fjäll-Birke einen eigenen Waldgürtel. Die variable und taxonomisch schwer fassbare Pflanzensippe wurde früher meist Betula pubescens subsp. tortuosa (Ledeb.) Nyman genannt, dieser Name wird heute nur noch für eine im Altai verbreitete Sippe gebraucht. Der meist gebrauchte Name der Sippe ist Betula pubescens Ehrh. subsp. czerepanovii (N.I.Orlova) Hämet-Ahti. Sie gilt danach als Unterart der Moor-Birke (Betula pubescens). Die Fjell-Birke unterscheidet sich von der typischen Unterart der Moorbirke in verschiedenen Merkmalen (z. B. Blattform), auffällig sind die meist krummen, gewundenen Stämme und der oft mehrstämmige Wuchs. Die Entstehung der Fjell-Birke wird heute meist durch introgressive Hybridisierung mit der Zwerg-Birke (Betula nana) gedeutet. Primäre Bastarde sind triploid und treten nur selten auf. Durch Rückkreuzen mit Moor-Birken entstehen vielgestaltige Hybridschwärme, an denen darüber hinaus als Partner auch die Hänge-Birke beteiligt ist. Über diesen Mechanismus (der im Pflanzenreich recht verbreitet ist) können Merkmale der Zwerg-Birke in Moor-Birken-Populationen eingekreuzt werden und so die vielgestaltigen, ökologisch plastischen nordischen Populationen erklären.
Die Fjell-Birke bildet im Norden einen eigenen Waldgürtel und verschiedene natürliche Waldgesellschaften (Übersicht in). Sie bilden in Skandinavien die natürliche Baumgrenze, die im zentralen Norwegen auf Höhenlagen von etwa 1.200 Meter, in Küstennähe bei etwa 600 Meter liegt. Auf Island ist es die einzige waldbildende Baumart überhaupt. Nach Osten hin, unter kontinentalerem Klimaeinfluss, werden die Fjellbirkenwälder durch Nadelwälder ersetzt. Fjellbirkenwälder, vor allem in ihrer flechtenreichen Ausbildung, sind wichtige Weidegründe für die Rentierherden des Volks der Samen. Seit einiger Zeit wird ein Vordringen der Wälder nordwärts und bergauf registriert, das einige Hundert Höhenmeter umfassen kann. Dies kann überzeugend als Auswirkung des Klimawandels gedeutet werden, so dass diese bisher vielfach noch urwaldartigen, wirtschaftlich geringwertigen Bestände nun auch gesteigertem menschlichen Einfluss unterliegen.
Funde dieser Unterart werden auch aus den Alpen gemeldet. Der tatsächliche Status dieser Populationen und ihr Verhältnis zu den nordischen Fjell-Birke bedürfen aber noch der Klärung.

## Nutzung

### Holz
Das Holz der Birke ist teilweise fast weiß und ohne Maserung. Es lässt sich sehr gut glätten, weshalb es ein beliebtes Holz für den Möbelbau ist. Es findet ausschließlich Verwendung im Innenbereich, da es sich unter fäulnisfördernden Bedingungen sehr schnell zersetzt. Birkenholz brennt als einziges Holz auch in feuchtem Zustand, weshalb es ein sehr beliebtes Brennholz ist. Das Brennholz sollte zum Trocknen gespalten werden, da die Rinde wasserundurchlässig ist.

### Heilpflanze
Die Blätter der Moor-Birke wie auch der Hänge-Birke enthalten bis zu drei Prozent Flavonoide insbesondere Hyperosid, Quercetin, Quercitrin und Myricetingalaktosid, aber auch Vitamin C, Saponine und ätherische Öle. Die Birkenknospen enthalten fettlösliche Flavonmethylether.
Tees und Presssäfte aus Birkenblättern bewirken eine vermehrte Salz- und Wasserausscheidung. Sie werden deshalb zur Durchspülungstherapie der Nieren, bei Entzündungen der ableitenden Harnwege und Nierengries verwendet. Traditionell werden Birkenblätter auch wegen ihrer harnsäuresenkenden Wirkung bei Gicht und rheumatischen Beschwerden oder als Zusatz zu sogenannten Blutreinigungstees eingesetzt. Die sehr jungen, frischen Blätter können in Frühlingssalaten gegessen werden. Haarwässer aus Extrakten der Birkenblätter sollen gegen Haarausfall und Schuppenbildung wirken.
Aufgrund des frühaustreibenden, frischen Laubes gilt die Birke als Symbol für das erwachende Leben. In kälteren Regionen werden Birken als Maibäume verwendet.